# Білорічиця
Білорі́чиця — село в Сухополов'янській сільській громаді Прилуцького району Чернігівської області. Є одним з пам'ятних шевченківських місць. До 1945 року село називалося Вейсбахівка, до 1768 року — хутір Кривеньки.

## Історія
Містечко входило до Монастирської сотні Прилуцького полку, а з 1781 року — до Прилуцького повіту Чернігівського намісництва.
Найдавніше знаходження на мапах — 1787 рік.
У 1862 році в містечку володарському Вейсбахівка була церква та 257 дворів, де жило 1395 осіб.
У 1911 році в містечку Вейсбахівка була Миколаївська церква , земська школа та жило 2008 осіб.
Зберігся флігель палацу Рахманових-Волконських (арх. Олександр-Едуард Ягн). Нині тут розташована Свято-Миколаївська церква.
До 2019 року було центром Білорічицької сільської ради.

## Населення

### Мова
Розподіл населення за рідною мовою за даними перепису 2001 року:
| Мова       | Кількість | Відсоток |
| ---------- | --------- | -------- |
| українська | 1053      | 96.07%   |
| російська  | 35        | 3.20%    |
| вірменська | 6         | 0.55%    |
| білоруська | 1         | 0.09%    |
| румунська  | 1         | 0.09%    |
| Усього     | 1096      | 100%     |

## Відомі земляки
- Безсмертний Олександр Миколайович (нар. 1942) — український актор, народний артист України;
- Стрілець Микола Іванович (нар. 1962) — український політик

## Галерея

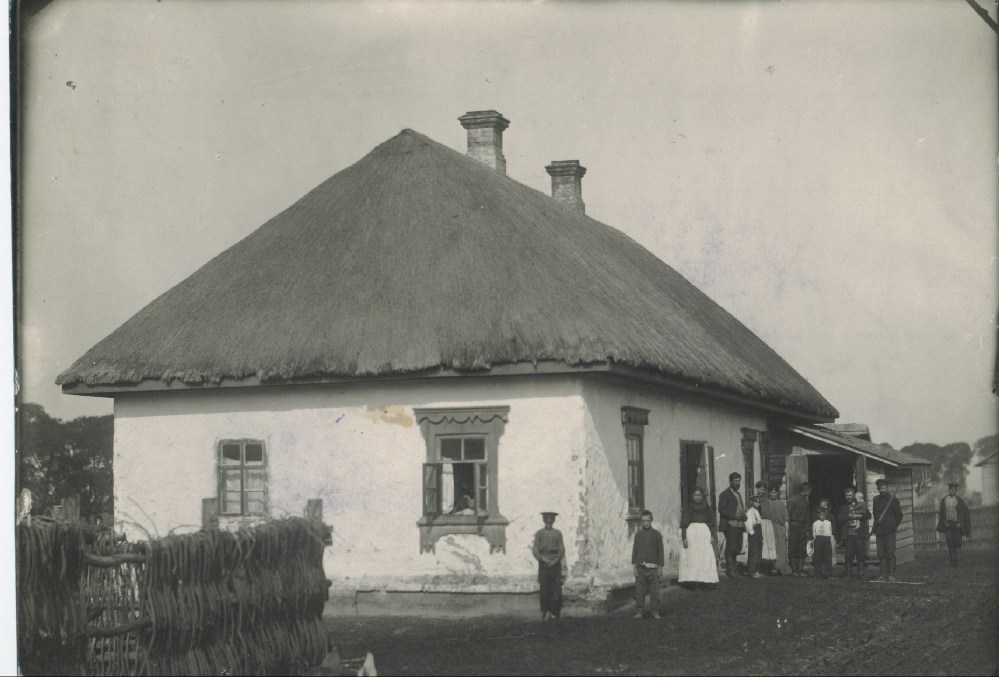
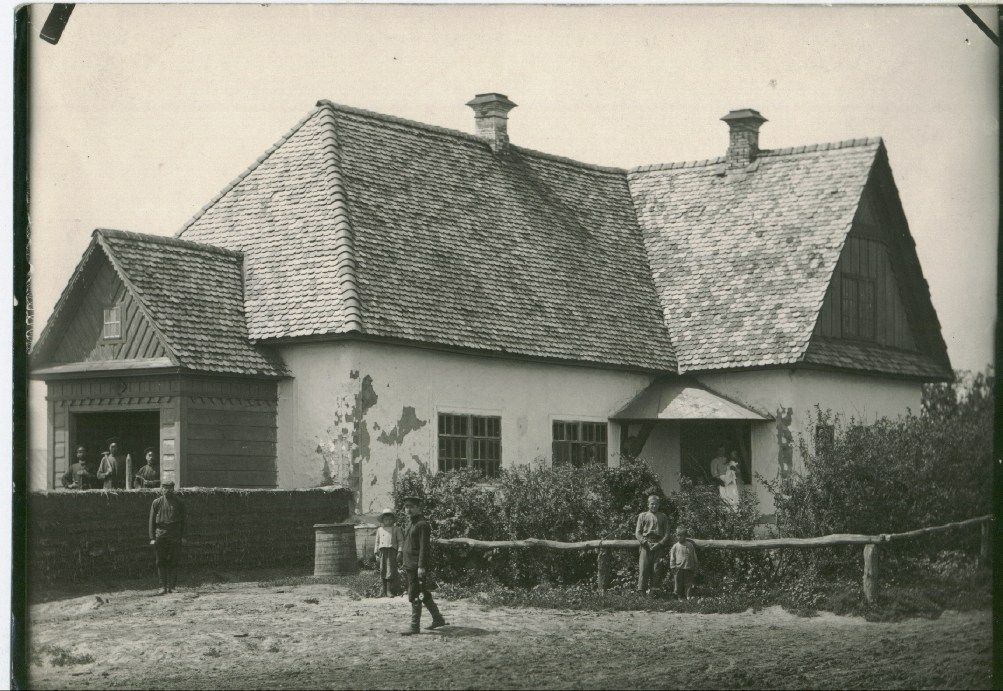
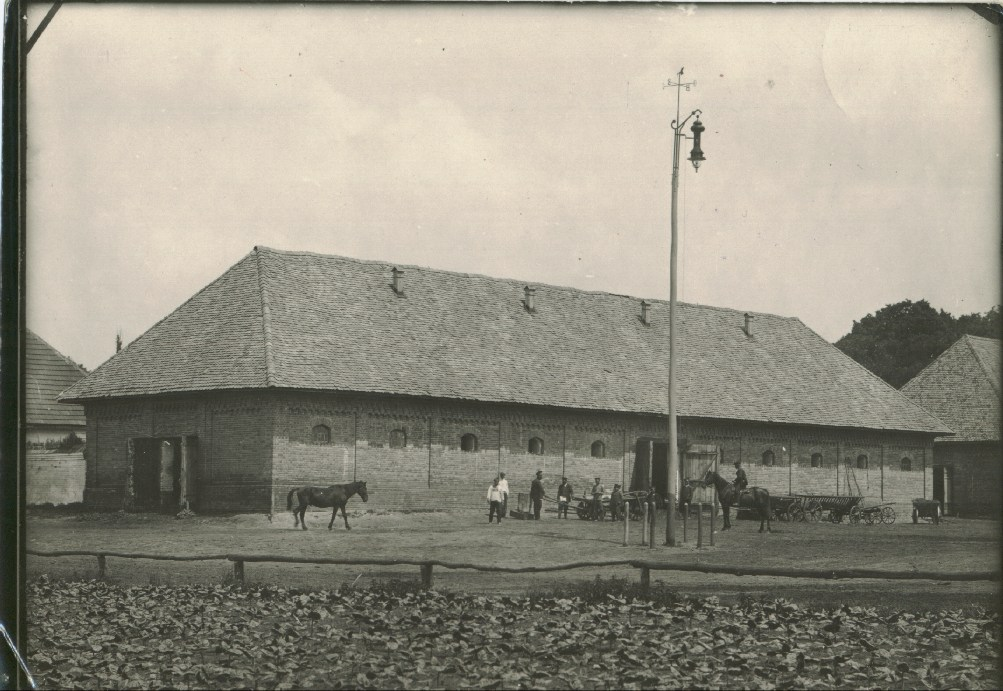
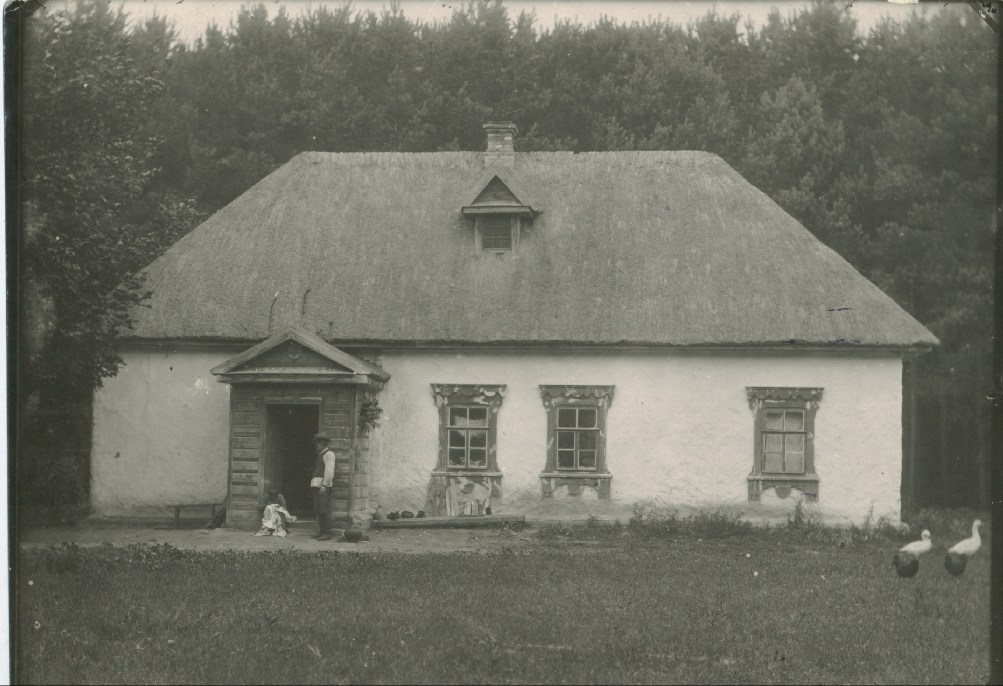
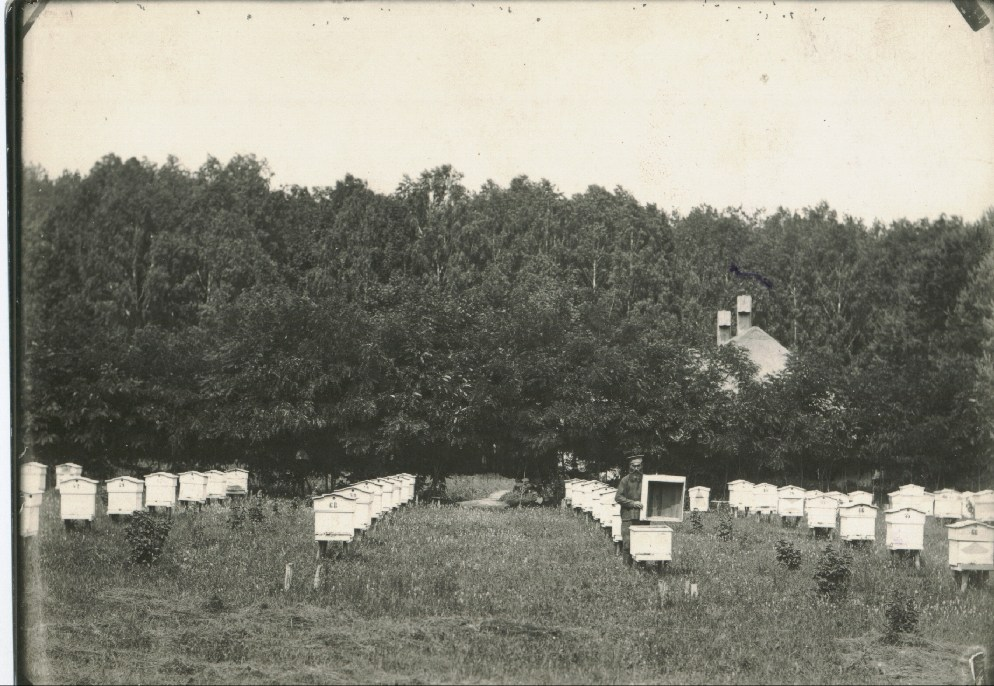
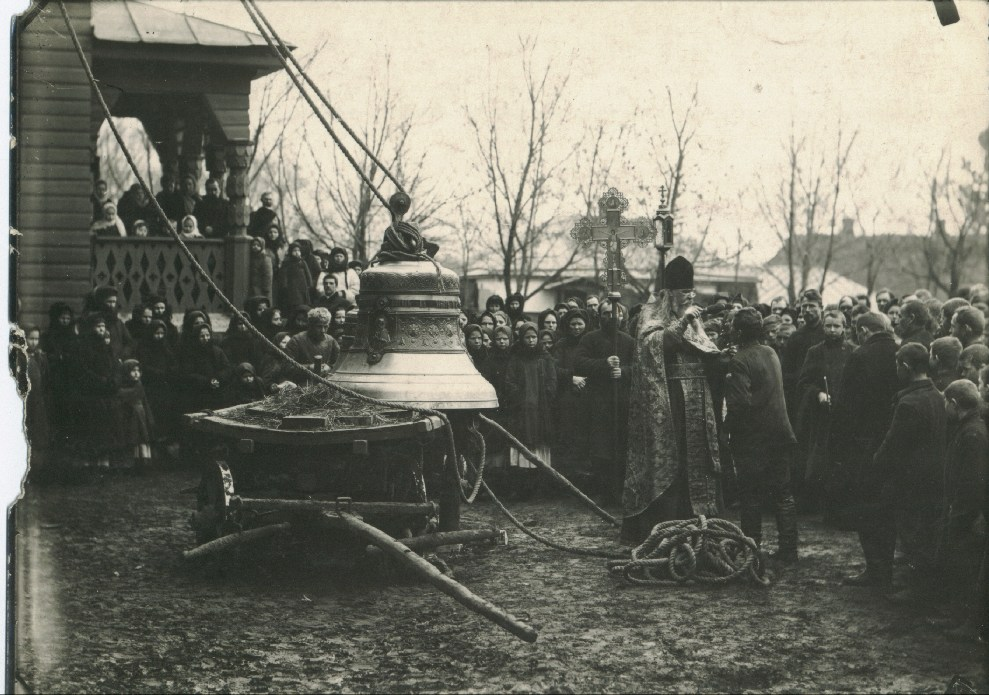
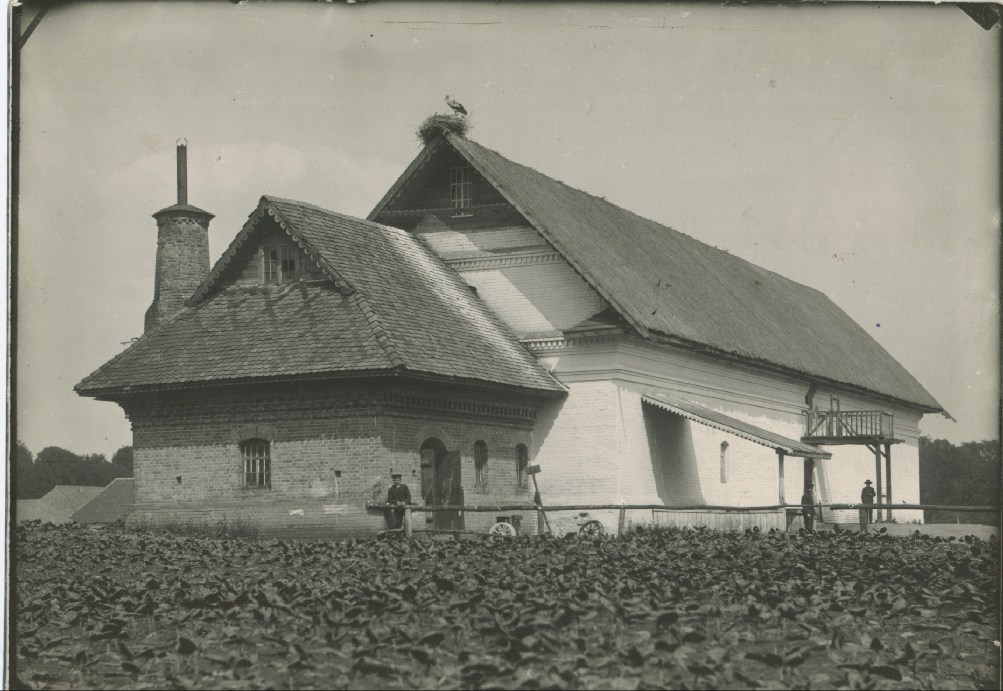
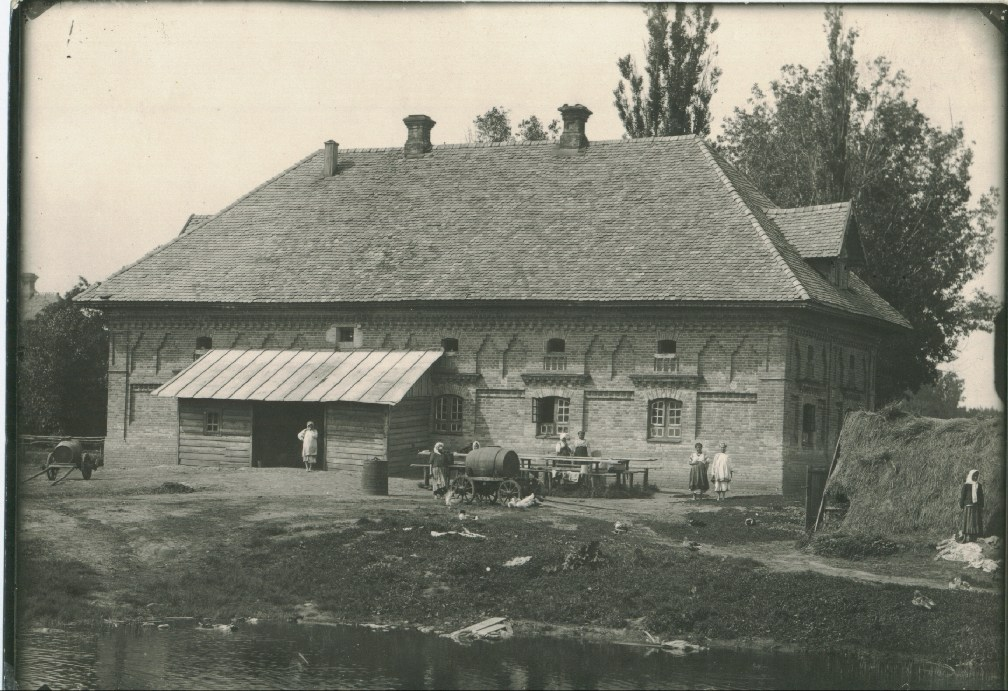
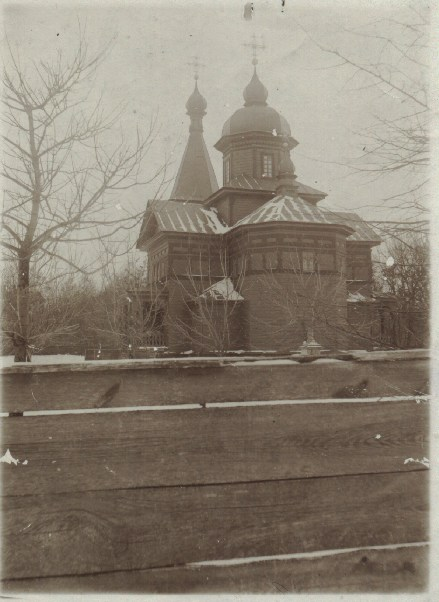
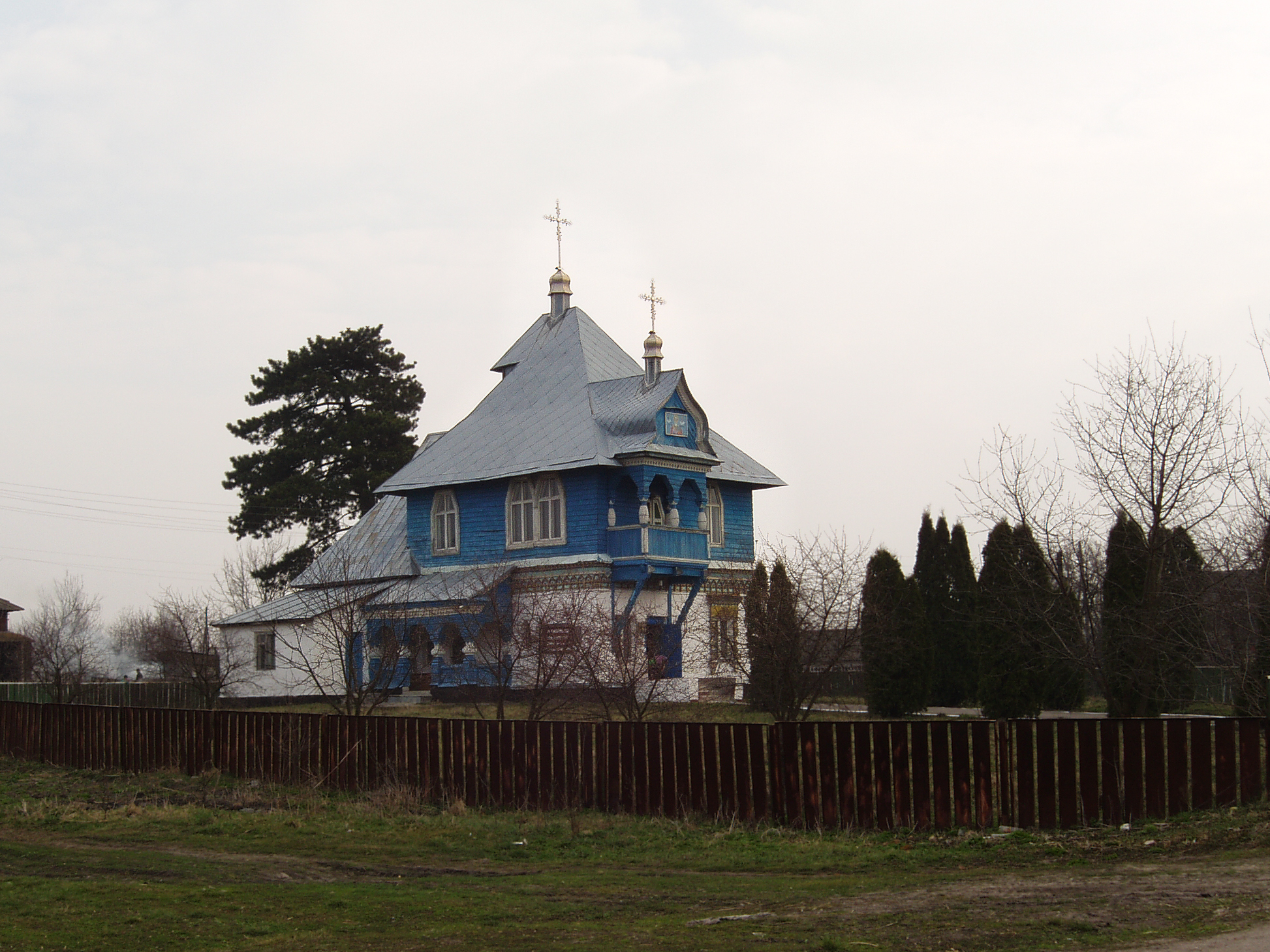
Флігель палацу садиби Рахманових
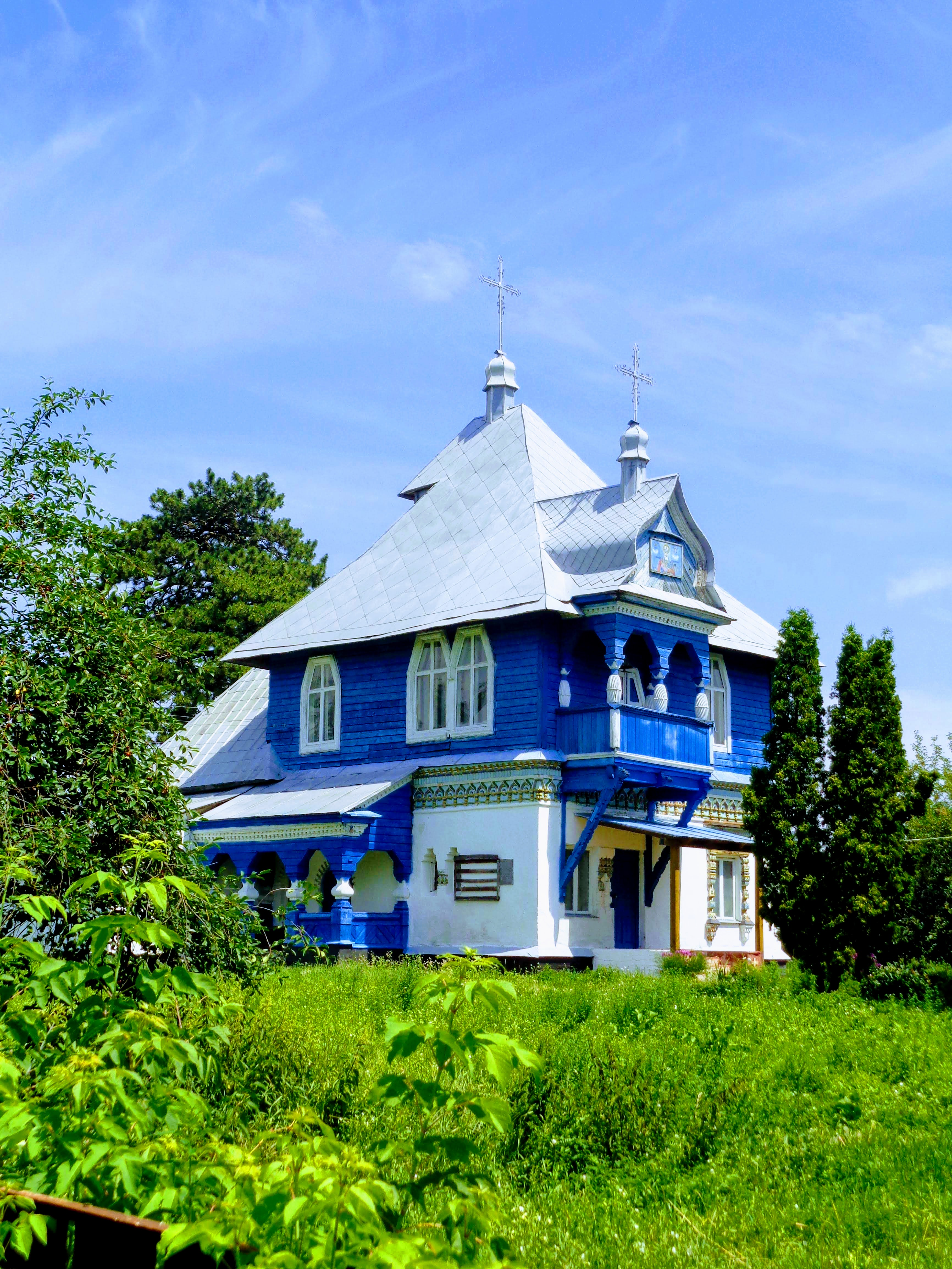
Флігель у 2018 році (діюча Свято-Миколаївська церква)
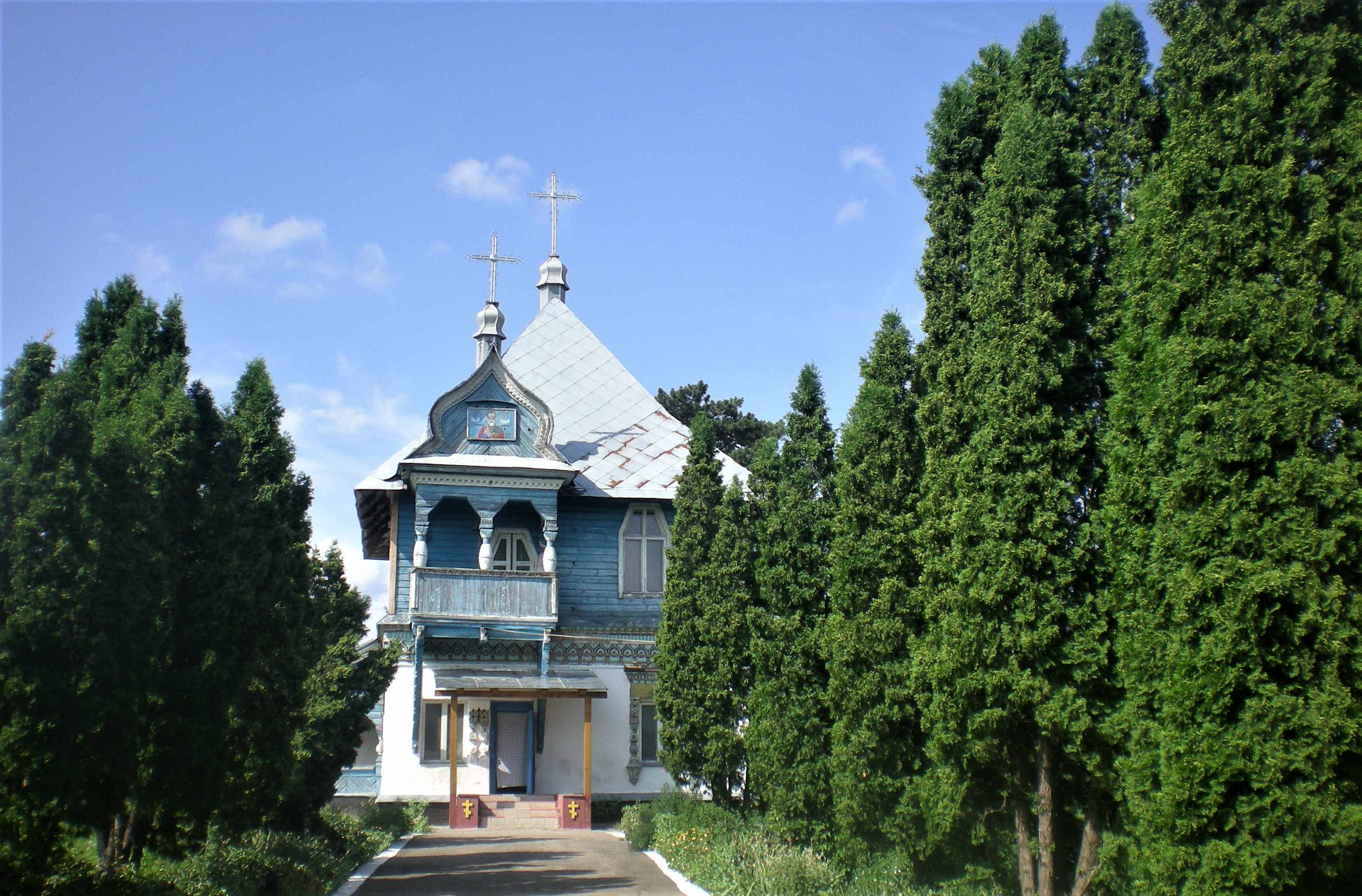
Флігель садиби Рахманових. Червень, 2013